# Omari Gudul
Omari Gudul Mulomba (Kinshasa, 18 maggio 1994) è un cestista della Repubblica Democratica del Congo.

## Palmarès
- Campionato bulgaro: 1

Levski Sofia: 2017-18
- Coppa di Bulgaria: 1

Beroe: 2017
- Lega Balcanica: 2

Beroe: 2016-17
Levski Sofia: 2017-18